# María Ofelia Cerro
María Ofelia Cerro Moral (Montevideo, 1 de febrero de 1935 - Lima, 30 de abril de 2016), fue una periodista y política peruana. Fue congresista de la República durante el periodo 1995-2000 por Unión por el Perú.

## Biografía
Nació el 1 de febrero de 1935 en la ciudad de Montevideo, Uruguay, cuando su padre, el embajador Vicente Cerro Cebrián, trabajaba en el servicio diplomático nacional y fue inscrita en el consulado peruano. 
Realizó sus estudios escolares en el colegio Villa María de Lima y en diversas instituciones educativas europeas a consecuencia de la labor desarrollada por  su padre en diversas sedes diplomáticas.
Su padre, su madre Ofelia Moral Hernández, su hermana María Isabel († febrero del 2012) y luego ella fueron encargados de la Empresa Editora del periódico La Industria de Trujillo. A María Ofelia se le atribuye la fundación del suplemento ‘Lundero’ del diario La Industria de Chiclayo, y como impulsora, desde el Parlamento, de leyes de promoción y puesta en valor del complejo Chan Chan.
Fue miembro del Directorio de la Sociedad Interamericana de Prensa (SIP) en 1988, reelegida en 1991 y en 1994.
Contrajo matrimonio con el Comandante AP Carlos Alfonso Burga Tello y fue madre de Luis Alfonso, Ana Isabel y María Laura Burga Cerro. 

## Vida política

### Congresista (1995-2000)
En las elecciones parlamentarias de 1995, fue elegida como congresista de la República por el partido Unión por el Perú de Javier Pérez de Cuéllar, con 9,488 votos, para el periodo parlamentario 1995-2000.
Durante su labor parlamentaria, fue miembro de las Comisiones de Relaciones Exteriores e Interparlamentarias, de Turismo, de Telecomunicaciones e Infraestructura, de Educación, Cultura y Deporte y la de la Mujer. En su periodo legislativo, Cerro fue parte de la oposición al régimen dictatorial de Alberto Fujimori.

## Fallecimiento
Falleció en Lima, el 6 de febrero de 2016. Sus restos fueron velados en la parroquia Virgen de Fátima del Distrito de Miraflores y sepultada en el Cementerio Jardines de la Paz del Distrito de La Molina.